# Kognitiv dissonans
Kognitiv dissonans er det mentale ubehag som opleves af et individ, der indtager (eller presses til at indtage) indbyrdes modstridende holdninger. Det kan også være en dissonans mellem individets ideer/værdier og vedkommendes handlinger; at man i givne situationer ikke handler som ens værdier foreskriver.
Begrebet kognitiv dissonans udvikledes som en teori af Leon Festinger (1957) og blev i 1960'erne et grundigt undersøgt område inden for socialpsykologien. Kognitiv dissonans indebærer en »modstridende relation mellem kognitive elementer«. Hvad kognitive elementer er, blev ikke tydeligt defineret i teorien, men man kan sige at kognitiv dissonans opstår når forskellige kognitioner (tanker) er i konflikt med hinanden, som for eksempel når man handler på en måde der ikke stemmer overens med de vurderinger man ellers har, eller når man tvinges til at vælge mellem to lige gode eller dårlige alternativer.
Denne tilstand af kognitiv dissonans opleves som ubehagelig. Ifølge teorien løser man dette ved at ændre på en af de modstridende kognitioner. For eksempel kan en person som er utro mod sin ægtefælle føle skyld og anger, men kan bortforklare dette for sig selv ved at ændre holdninger til utroskab. Ved et valg mellem to lige gode eller dårlige alternativer må man prøve at overbevise sig selv om at det man ikke valgte, var dårligere – eller det som man er i færd med at bestemme sig for trods alt er bedre. Man stræber altså efter en kognitiv balance og forsøger at undvige netop kognitiv dissonans.

## Reference
- Helkama, Myllyniemi, Liebkind: Socialpsykologi – en introduktion (ISBN 91-47-04465-9)